# Кучукович, Мустафа
Мустафа Кучукович (босн. Mustafa Kučuković, нем. Mustafa Kucukovic; 5 ноября 1986, Босански-Нови) — немецкий футболист боснийского происхождения, нападающий.

## Биография

### Клубная карьера
Выступал за немецкие молодёжные команды: «Buer», «Шальке 04» и «Бохум». Летом 2004 года попал в «Гамбург». В Бундеслиге дебютировал 11 сентября 2004 года в матче против «Штутгарта» (2:0), Кучукович вышел на 61 минуте вместо Давида Яролима. 2 июля 2005 года дебютировал в еврокубках в матче Кубка Интертото против македонской «Победы» (4:1), Кучукович отыграл весь матч. «Гамбург» успешно прошёл турнир по ходу выиграв у португальской «Униан Лейрии», чешской «Сигмы» и испанской «Валенсии». После «Гамбург» играл в Кубке УЕФА, клуб дошёл до 1/8 финала где проиграл румынскому «Рапиду». В Кубке УЕФА Мустафа провёл 3 матча. В августе 2006 года был отдан в годичную аренду в «Гройтер Фюрт». Во Второй Бундеслиге дебютировал 27 августа 2006 года в матче против «Ганзы» (1:3). После возвращения в «Гамбург» Кучукович был продан другому клубу Второй Бундеслиги «Мюнхену 1860».
В январе 2009 года перешёл во французский клуб «Гренобль», подписав трёхлетний контракт. В Лиге 1 дебютировал 16 мая 2009 года в матче против «Нанси» (0:0), Кучукович вышел на 87 минуте вместо Пьера Бойя.

### Карьера в сборной
Выступал за юношескую сборную Германии до 19 лет и молодёжную сборную Германии до 21 года.